# 억
억(億)은 한자로 된 수사다. 오늘날의 한국어, 일본어 등에서는 10의 8제곱(108)을 나타내며, 춘추전국 시대 이전의 중국이나 18세기 전까지의 조선에서는 10의 5제곱(105)을 나타냈다.

## 같이 보기
- 한자 수사
- 큰 수의 이름